# Karaṇī Mātā
Karaṇī Mātā (in hindī करणी माता, anglizzata in Karni Mata e detta anche Maa Karni, Karniji, o Mehaai; ... – 23 marzo 1538) è stata una saggia guerriera indù nata nella casta di Charan.

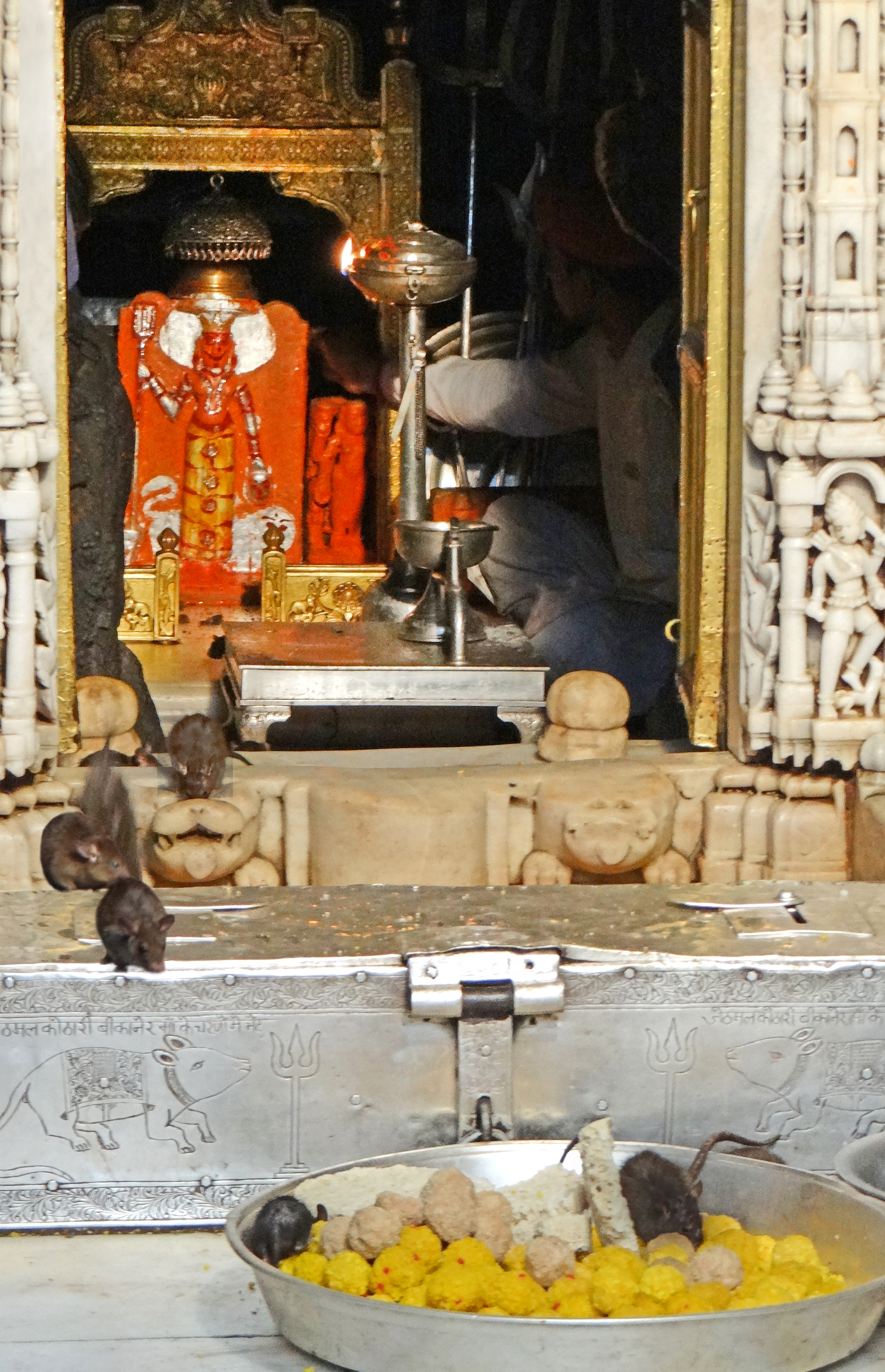
Statua della dea nel tempio a lei dedicato

Conosciuta anche come Shri Karniji Maharaj, è adorata dai suoi seguaci come l'incarnazione della dea guerriera Hinglaj. È una divinità ufficiale delle famiglie reali di Bikaner e Jodhpur. Visse una vita ascetica e fu ampiamente venerata durante la sua stessa vita. Su richiesta dei Maharaja di Bikaner e Jodhpur, pose le prime pietre del Forte Bikaner e del Forte Mehrangarh, i due forti più importanti della regione. Il più famoso dei suoi templi si trova nella piccola cittadina di Deshnoke, vicino a Bikaner nel Rajasthan, ed è stato creato in seguito alla sua misteriosa scomparsa dalla sua casa. Il tempio di Karaṇī Mātā è famoso per i suoi ratti conosciuti localmente come kabas, che sono trattati come sacri e protetti nel tempio. Un altro tempio a lei dedicato durante la sua vita differisce dagli altri in quanto non contiene una sua immagine o un idolo, ma piuttosto un'impronta per simboleggiare la sua visita in quel luogo. Karaṇī Mātā è anche conosciuta come "dadhi wali dokri" o Dadhali ("vecchia signora con la barba"). C'è un altro tempio famoso, situato a Khurad, vicino alla stazione ferroviaria di Besroli. Questo tempio di Maa Karni, Indrabaisa è stato costruito dal Maharaja Ganga Singh ji di Bikaner. Karnini Mata pose la prima pietra del forte Mehrangarh durante il regno di Rao Jodha. Per ordine suo, il figlio di Rao Jodha, Rao Bika, fondò la nuova città di Bikaner (stato a quel tempo).

## Biografia
Secondo la tradizione, Karaṇī Mātā (Riddhi Bai) era figlia di Meha ji, residente nel villaggio di Suwap ed era sposata con Depa ji Charan, residente nel villaggio di Sathika. Tuttavia, in seguito espresse al marito riluttanza ad impegnarsi in relazioni coniugali. Inizialmente egli l'assecondò, pensando che avrebbe cambiato idea nel tempo. Invece, Karaṇī organizzò per farlo sposare con la sua sorella minore, Gulab, in modo che potesse avere una vita coniugale adeguata. Lei stessa rimase celibe per tutta la vita con l'accordo e il sostegno del marito, morto nel 1454.
Mā Karaṇī visse nel villaggio di suo marito per circa due anni prima di partire con i suoi seguaci e una mandria di bestiame, per vivere una vita nomade. Lei e i suoi seguaci una volta si accamparono nel villaggio di Jangloo. Un servitore di Rao Kanha che era sovrano di Jangloo negò a Karni, ai suoi seguaci e al loro bestiame l'accesso all'acqua. Karni Mata dichiarò il suo seguace, Rao Ridmal di Chandasar, il nuovo sovrano del villaggio e continuò il suo viaggio. Karni Mata smise di vagare ulteriormente e si stabilì nel villaggio, vicino a Bikaner, a Deshnoke.
Una volta un devoto Jagadu o Jhagdu Shah, un commerciante gujarati, stava navigando in mare ed incappò in una tempesta. Invocò Mā Karaṇī dalla sua piccola nave, e fu aiutato mentre lei mungeva la mucca a casa sua, tanto da fargli raggiungere il porto di Porbandar. Dopo aver raggiunto la terraferma, Jhagadu Shah si recò da Mā Karaṇī per ringraziarla e le espresse il suo desiderio di costruire un tempio. Quindi Karni Mata gli disse di costruire un tempio a Porbandar come tempio di Harsiddhi.
Il suo figlio prediletto Lakhan (figlio di sua sorella Gulab Bai) andò nel vicino villaggio di Kolayat alla fiera annuale del kartik con gli amici, ma annegò a Kapil Sarovar e morì. Quando vide il suo corpo e sua sorella iniziò a piangere, Karaṇī Mātā portò il suo corpo in una stanza e si chiuse dentro. Poi ne uscì con Lakham che era ritornato in vita. La gente presumeva che avesse combattuto con Dharmraj, il Signore della morte che le aveva detto che da quel momento i suoi discendenti sarebbero diventati kabas (topi) dopo la morte e i kabas sarebbero diventati umani, a loro volta, dopo la morte. Quindi il tempio di Deshnoke è famoso anche come tempio dei kabas.
Nel 1453 diede la sua benedizione a Rao Jodha di Jodhpur per aver conquistato Ajmer, Merta e Mandor. Nel 1457, su richiesta di Rao Jodha, si recò a Jodhpur per posare la prima pietra del Forte Mehrangarh.
Il suo primo tempio fu costruito nel villaggio di Mathania durante la sua vita dalla sua seguace Amara Charan. Nel 1472 organizzò il matrimonio tra Rao Bika e Rang Kunwar. Rao Bika era il quinto figlio di Rao Jodha e Rang Kunwar era la figlia di Rao Shekha del Pungal. Il matrimonio venne organizzato per trasformare l'inimicizia delle famiglie Rathore e Bhati in amicizia.
Nel 1485, su richiesta di Rao Bika, pose la prima pietra del forte di Bikaner.
Nel 1538, Karni Ji andò a visitare il Maharaja di Jaisalmer.
Il 21 marzo 1538 tornò a Deshnoke con suo figlio (figlio di Gulab Bai), Poonja e alcuni altri seguaci. Erano vicini a Gadiyala e Girirajsar del Kolayat tehsil, nel distretto di Bikaner, quando lei chiese alla carovana di fermarsi per bere. È stato riferito che scomparve lì all'età di 151 anni (secondo la tradizione era nata il 2 ottobre 1387).
In Rajasthan, si crede che la dea Karaṇī Mātā protegga le mucche e Krishna Saara Mriga (antilope nera).

## Templi di Karaṇī Mātā

### Mathania
Il primo tempio di Karaṇī Mātā fu costruito da Amarji Barhath, che ricevette Mathania come Jagir dal sovrano di Marwar, Rao Jodha. Karni Mata si fermò a Mathania e le diede padukaayein da collocare all'interno del tempio, che è ancora adorato dalla popolazione, specialmente dal lignaggio di Amar Ji Barath, chiamato Amarawat. L'antica esistenza di Mathania corre parallela alla prima pietra del Forte Mehrangarh.

### Deshnoke
Il tempio più famoso dedicato a Karaṇī Mātā è a Deshnoke, 30 km da Bikaner. È anche conosciuto come il Tempio dei Ratti.

### Udaipur
Un altro tempio dedicato a Karaṇī Mātā è Shri Manshapurna Karni Mata Temple o Karaṇī Mātā, Udaipur, situato sulle colline di Machla, vicino al parco Pandit Deendayal Upadhyay a Udaipur, Rajasthan. Si può raggiungere sia tramite scale, partendo da Manikyalal Verma Park, sia tramite funivia.
Tra gli anni 1620 e 1628, Maharana Karan Singh sviluppò un'area residenziale a Machla Magra per la sicurezza di Udaipur. Fu durante questo periodo che fu costruito il Tempio di Karaṇī Mātā. Sebbene per un lungo periodo il tempio sia rimasto deserto, nel 1997 il Comitato per lo sviluppo di Shri Manshapurna Karni Mata lo ha ricostruito.

### Alwar
Un ulteriore tempio dedicato a Karaṇī Mātā si trova nella storica città di Alwar, nel Rajasthan. È situato nel cuore della città, vicino al Palazzo Sagar e Bala Qila.

### Khurad
Un altro tempio dedicato a Mā Karaṇī si trova a Khurad, 12 km a NE da Gachhipura nel distretto di Nagaur, Rajasthan. Fu costruito per ordine del Maharaja Ganga Singh ji di Bikaner, sotto forma di forte. Poiché è molto vicino alla città del marmo di Makrana, è costruito principalmente in marmo bianco.